# Festival-Quadrille
Die Festival-Quadrille ist eine Quadrille von Johann Strauss (Sohn) (op. 341). Sie wurde am 7. Oktober 1867 im Covent Garden in London erstmals aufgeführt.

## Einzelnachweis
1. ↑  Quelle: Englische Version des Booklets (Seite 32) in der 52 CDs umfassenden Gesamtausgabe der Orchesterwerke von Johann Strauß (Sohn), Hrsg. Naxos (Label). Das Werk ist als sechster Titel auf der 9. CD zu hören.